# Ignace Meyerson
Pour les articles homonymes, voir Meyerson.
Ignace Meyerson, né le 27 février 1888 à Varsovie en Pologne et mort le 17 novembre 1983 à Boulogne-Billancourt, est un psychologue français d'origine polonaise.

## Biographie
En 1905, après sa participation à l'insurrection russo-polonaise, il doit fuir en Allemagne où il suit des études de chimie. En 1906 il vient à Paris retrouver le célèbre philosophe des sciences Émile Meyerson, père de son cousin pour suivre des études de médecine.
Durant la Première Guerre mondiale, il est interne à la Salpêtrière où il rencontre notamment Pierre Janet. Il obtient une licence de philosophie en 1918. En 1919, il devient à la demande de Janet, secrétaire de rédaction du Journal de psychologie normale et pathologique. En 1923, alors qu'il est directeur adjoint de l’École Pratique des Hautes Études, il traduit en français la Traumdeutung (L'interprétation des rêves) de Freud. Il côtoie notamment Piaget, Mauss, Pavlov, Le Corbusier, Aragon...
En juin 1940, révoqué en raison des lois raciales de Vichy, il doit quitter Paris pour Toulouse où il enseigne la psychologie. En 1941, il entre dans la résistance à l'Armée secrète avec Jean-Pierre Vernant. Il reprend son enseignement de psychologie à Toulouse en 1945 et soutient en 1947 sa thèse de lettres à la Sorbonne: Les fonctions psychologiques et les œuvres. 
En 1952, Meyerson fonde le Centre de recherches de psychologies comparative. Ce centre organise des colloques où se retrouvent les plus grands noms de l'histoire, des arts plastiques et des sciences humaines. Janine Despinette y travaille sous son égide.

## Contribution
Meyerson a joué un rôle clé dans la psychologie de l'entre deux guerres. L'ouvrage Pour une psychologie historique, dirigé par F. Parot (1996) rappelle qu’il fût avant la Première Guerre mondiale, directeur du Journal de psychologie normale et pathologique, un projet pluridisciplinaire qui devait servir d'intermédiaire entre psychologues, sociologues, historiens, philosophes, médecins, ethnologues... Ce journal auquel Piaget lui-même collabora eut au début plus de succès que l'Année psychologique, revue assez technique qui correspondait aux positions théoriques de Henri Piéron, physiologiste et promoteur d'une psychologie appliquée qui souhaitait donner à la psychologie française l'orientation comportementaliste qui faisait son succès aux États-Unis. Meyerson va s'opposer à cette psychologie expérimentale et positiviste fondée sur ce qu'il nommait « le dogmatisme de la permanence: la croyance dans le caractère immuable des fonctions et des catégories de l'esprit ».
Dans la lignée épistémologique d'un Vygotski dont le premier ouvrage s'intitulait Psychologie de l'art, il soutient en 1947 une thèse intitulée Les fonctions psychologiques et les œuvres. Meyerson y défend une orientation historique de la psychologie. Dans sa perspective humaniste, la psychologie a pour objet le fonctionnement de l'esprit, qui fait la spécificité de l'être humain. Or, l'esprit ne peut être étudié que dans ses objectivations : il n'y a pas de réalité spirituelle en dehors des actes des hommes. 
Il s'agit donc d'une théorie de l'action ou de l'activité. Notre pensée s'objective à travers des créations artistiques, philosophiques, religieuses, politiques, techniques, sémiotiques, symboliques, que Meyerson appelle des œuvres. Elles sont au psychologue ce que les objets de la nature sont au physicien. Les œuvres sont déposées dans la culture et deviennent extérieures au créateur, elles transcendent le créateur. Cette objectivation, qui est un phénomène universel produit des œuvres spécifiques d'un temps et d'un lieu donné. Elles portent la marque du contexte géographique et historique, mais aussi du contexte institutionnel ou socio-culturel. 
Pour comprendre ces productions, par exemple le phénomène religieux, il faut en étudier avec les ethnologues, les ethno-psychiatres, les historiens des religions, les anthropologues, les théologiens, les linguistes... les différents modes de réalisation selon une approche phénoménologique. 
Le psychologue ne peut ignorer ces domaines d'études. Pour entrevoir les structures de bases de la pensée et des conduites humaines, il faut partir de cette recherche de la pluralité. L'étude des variations et des systèmes complexes en milieu naturel doit être au point de départ de la recherche. S'agissant de faits psychiques, par habitude de formalisme, on admet implicitement que ces catégories ont toujours existé, sont consubstantielles à l'homme. 
Pour Jean-Pierre Vernant, spécialiste de la culture gréco-romaine et proche de Meyerson « l'homme n'a pas une mémoire, une volonté, une perception, comme il a un estomac ou une tête ». En s’opposant au dogme de la fixité, l'entreprise pluridisciplinaire de Meyerson fait peser une exigence forte sur la formation des psychologues. Par exemple, de solides connaissances en histoire de l'art et des religions sont selon lui indispensables. Ses positions sont plus que jamais d'actualité. 
Meyerson, père fondateur de la psychologie historique, objective et comparée, représente — avec Henri Wallon, Lev Vygotski, Jérôme  Bruner et Philippe Malrieu — l'un des penseurs de référence de ce que l'on appelle la psychologie historico-culturelle, qui s'oppose aux réductionnismes positivistes en psychologie, en particulier dans le champ des théories cognitivo-comportementales.

## Œuvres

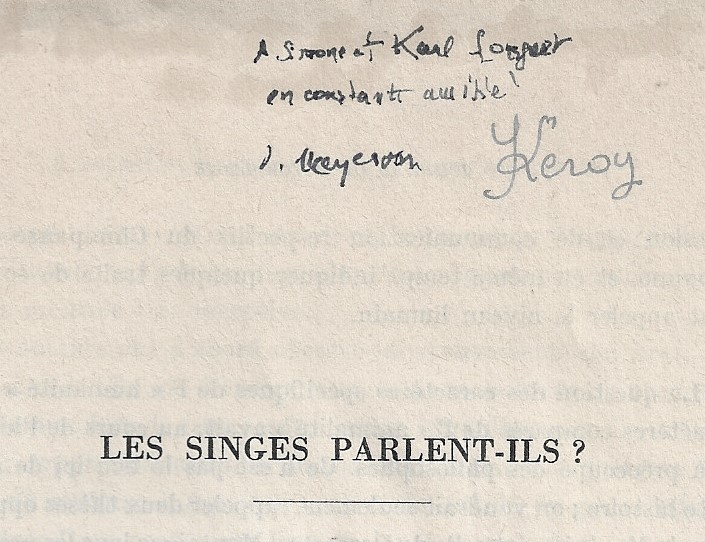
Dédicace à Simone Boisecq et Karl-Jean Longuet d'un article d'Ignace Meyerson et Yveline Leroy, Journal de psychologie, 1980

- Note sur quelques cas anormaux de mélancolie, avec Philippe Chaslin et P. Chatelin, Paris, Masson, 1921.
- La mentalité primitive, à propos de l'ouvrage de Lucien Lévy-Bruhl, Paris, Félix Alcan, 1923.
- Du temps de latence des réactions d'équilibration aux brusques accélérations longitudinales, physiologie,  note de Marcel François, avec Henri Piéron, présentée par Jules-Louis Breton, Paris, Gauthier-Villars, 1925.
- Les images, Paris, Félix Alcan, 1929.
- Images-éclairs, Paris, Félix Alcan, 1929.
- Recherches sur l'usage de l'instrument chez les singes, avec Paul Guillaume, Paris, Félix Alcan, 1930-1937.
- Les besoins, avec Georges Dumas et Jean Larguier des Bancels, Paris, Félix Alcan, 1937.
- Henri Delacroix : doyen de la Faculté des lettres de l'Université de Paris (1873-1937), avec M.  Carteret et Léon Brunschvicg, Paris, 1938.
- Pierre Janet, Paris, Presses universitaires de France, 1946.
- Pierre Janet et la théorie des tendances, Paris, Presses universitaires de France, 1947.
- Le travail et les techniques, avec Lucien Febvre et André Aymard, Paris, Presses universitaires de France, 1948.
- L'entrée dans l'humain, Presses universitaires de France, 1952.
- Les métamorphoses de l'espace en peinture : à propos des recherches de Pierre Francastel, Paris, Presses universitaires de France, 1953.
- La psychologie du XXe siècle, Paris, Presses universitaires de France, 1954.
- Le travail, les métiers, l'emploi, avec Jean-Pierre Vernant, Albert Soboul et Jean Dautry, Paris, PUF, 1955.
- Le temps, la mémoire, l'histoire, Paris, Presses universitaires de France, 1956.
- Robert Jacobsen : figures, Galerie de France, 1957.
- Écrits 1920-1983 : pour une psychologie historique, introduction par Jean-Pierre Vernant, Paris, Presses universitaires de France, 1987.
- Forme, couleur, mouvement dans les arts plastiques : 1953-1974, Paris, Biro, 1991.
- Les fonctions psychologiques et les œuvres, postface de Riccardo Di Donato, Albin Michel, 1995.
- Existe-t-il une nature humaine? : la psychologie historique, objective, comparative, préface par Émile Poulat, introduction de Françoise Parot, Le Plessis-Robinson, Synthélabo, 1999.

Les papiers personnels d'Ignace Meyerson sont conservés aux Archives nationales, site de Pierrefitte-sur-Seine, sous le numéro de versement 19920046 [sous-série 521AP] :  inventaire du fonds.